# دع الشخص الصحيح يدخل
دع الشخص الصحيح يدخل (بالسويدية: Låt den rätte komma in) هو فيلم رعب رومنسي تم إنتاجه في السويد وصدر في سنة 2008. الفيلم من إخراج توماس ألفريدسون. الفيلم يجسد الرواية التي تحمل نفس الاسم للكاتب جون يندكفيست، والذي قام بكتابة السيناريو. يتحدث الفيلم عن قصة عشق طفولية بين طفل وطفلة مصاصة دماء في منطقة بلاكبيرغ في ستوكهولم في السويد خلال حقبة الثمانينات. الفيلم من بطولة الطفلين لينا ليندرسون، وكوري هيديبرانت.

## الميزانية والإيرادات
بلغت تكلفة إنتاج الفيلم حوالي 29 مليون دولار بينما حقق إيرادات تقدر بـ 11.2 مليون دولار.

## وصلات خارجية
- دع الشخص الصحيح يدخل على موقع IMDb (الإنجليزية)
- دع الشخص الصحيح يدخل على موقع ميتاكريتيك (الإنجليزية)
- دع الشخص الصحيح يدخل على موقع روتن توميتوز (الإنجليزية)
- دع الشخص الصحيح يدخل على موقع نتفليكس (الإنجليزية)
- دع الشخص الصحيح يدخل على موقع ألو سيني (الفرنسية)
- دع الشخص الصحيح يدخل على موقع Turner Classic Movies (الإنجليزية)
- دع الشخص الصحيح يدخل على موقع أول موفي (الإنجليزية)
- دع الشخص الصحيح يدخل على موقع بوكس أوفيس موجو (الإنجليزية)
- دع الشخص الصحيح يدخل على موقع فيلمافينيتي (الإسبانية)
- دع الشخص الصحيح يدخل على موقع قاعدة بيانات الأفلام السويدية (السويدية)